# 1716
| [ Edytuj tabelę ]              | |
| Król Polski                    | - 1709 August II Mocny 1733 |
| Król Afganistanu               | - 1715 Mahmud Chan 1725 |
| Współksiążęta Andory           | - 1714 Simeó de Guinda y Apéztegui 1737 - 1715 Ludwik XV 1774 |
| Elektor Bawarii                | - 1679 Maksymilian II Emanuel 1726 |
| Sułtan Brunei                  | - 1705 Hussin Kamaluddin 1730 |
| Cesarz Chin                    | - 1661 Kangxi 1722 |
| Król Czech                     | - 1711 Karol VI Habsburg 1740 |
| Król Danii                     | - 1699 Fryderyk IV 1730 |
| Dalajlama                      | - 1708 Kelzang Gjaco 1757 |
| Cesarz Etiopii                 | - 1711 Justus 1716 - 1716 Dawid III 1721 |
| Król Francji                   | - 1715 Ludwik XV 1774 |
| Król Hiszpanii                 | - 1700 Filip V 1724 |
| Landgraf Hesji-Kassel          | - 1670 Karol I Heski 1730 |
| Stadhouder Holandii            | - 1702 drugi okres bez stadhoudera 1747 |
| Szach Iranu                    | - 1694 Sultan Husajn 1722 |
| Państwo Wielkich Mogołów       | - 1713 Furrukhsijar 1719 |
| Król Irlandii                  | - 1714 Jerzy I Hanowerski 1727 |
| Cesarz Japonii                 | - 1709 Nakamikado 1735 |
| Kalif                          | - 1703 Ahmed III 1736 |
| Patriarcha Konstantynopola     | - 1714 Kosma III 1716 - 1716 Jeremiasz III 1726 |
| Władca Korei                   | - 1674 Sukjong 1720 |
| Książę Liechtensteinu          | - 1712 Józef Wacław 1718 |
| Sułtan Maroka                  | - 1672 Maulaj Isma’il 1727 |
| Książę Monako                  | - 1701 Antoni I 1731 |
| Król Nawarry                   | - 1710 Ludwik XV 1774 |
| Król Norwegii                  | - 1699 Fryderyk IV 1730 |
| Sułtan Omanu                   | - 1711 Sultan II ibn Sajf 1719 |
| Elektor Palatynatu             | - 1690 Jan Wilhelm 1716 - 1716 Karol III Filip 1742 |
| Papież                         | - 1700 Klemens XI 1721 |
| Książę Parmy i Piacenzy        | - 1694 Franciszek 1727 |
| Król Portugalii                | - 1706 Jan V 1750 |
| Król w Prusach                 | - 1713 Fryderyk Wilhelm I 1740 |
| Car Rosji                      | - 1682 Piotr I Wielki 1725 |
| Cesarz Rzymski (niemiecki)     | - 1711 Karol VI Habsburg 1740 |
| Kapitanowie Regenci San Marino | - 1715 Bernardino Leonardelli Marino Enea Bonelli 1716 - 1716 Gian Giacomo Angeli Giovanni Martelli 1716 - 1716 Francesco Maria Belluzzi Bartolomeo Bedetti 1717 |
| Elektor Saksonii               | - 1694 Fryderyk August I (król Polski) 1733 |
| Król Szwecji                   | - 1697 Karol XII 1718 |
| Król Tajlandii                 | - 1709 Tai Sa 1733 |
| Sułtan Turków                  | - 1703 Ahmed III 1730 |
| Doża Wenecji                   | - 1709 Giovanni Cornaro 1722 |
| Król Węgier                    | - 1711 Karol III 1740 |
| Monarcha Wielkiej Brytanii     | - 1714 Jerzy I 1727 |

Rok 1716 / MDCCXVI
stulecia: XVII wiek ~
XVIII wiek ~
XIX wiek

lata: 1706 «
1711 «
1712 «
1713 «
1714 «
1715 «
1716
» 1717
» 1718
» 1719
» 1720
» 1721
» 1726

## Wydarzenia w Polsce
- Styczeń – negocjacje w Rawie Ruskiej między reprezentantem Saksonii Flemingiem a konfederatami sandomierskimi. Konfederaci odrzucili proponowaną przez dwór kontrybucję pieniężną i zwrócili się do Piotra Wielkiego o mediację.
- luty – bitwa pod Ryczywołem – zakończona zwycięstwem konfederatów nad wojskiem saskim. Skutkiem zwycięstwa było ogłoszenie konfederacji szlachty wielkopolskiej w Środzie.
- 13 kwietnia – reprezentant Rosji Grigorij Dołgruki nadzoruje dalsze rozmowy sasko-konfederackie. Rozmowy te zostały zerwane z powodu aresztowania i stracenia szlachcica konfederackiego, który uprowadził konie załodze saskiej w Sandomierzu.
- czerwiec – II bitwa pod Sokalem – konfederaci pokonali wojska królewskie i zajęli Lwów.
- 4 lipca – podpisanie rozejmu między królem Augustem II Mocnym a konfederatami tarnogrodzkimi
- lipiec – pod Lesznem – zwycięstwo konfederatów nad wojskami królewskimi
- 24 lipca – wielka wojna północna: konfederaci tarnogrodzcy zdobyli Poznań.
- 4 września – wielka wojna północna: konfederaci tarnogrodzcy zajęli bez walki Toruń.
- 5 października – wielka wojna północna: wojska królewskie Augusta II pokonały konfederatów tarnogrodzkich w bitwie pod Kowalewem; bitwa zasłynęła dlatego, że w jej trakcie doszło do jednej z ostatnich szarż husarii.
- czerwiec – wielka wojna północna: rosyjska interwencja zbrojna – marsz korpusu generała Carla-Ewalda von Rönnego (Rennego) od strony Dniepru w stronę Wisły
- 10 października – rozejm między konfederatami i królem, który definitywnie kończył działania zbrojne
- 3 listopada – konfederaci i dwór sasko-polski podpisali traktat warszawski.
- Projekt kandydatury księcia de Chartres na tron polski.

## Wydarzenia na świecie
- Styczeń
  - Guillaume Dubois został radcą stanu Francji (conseiller d’État).
  - napięcie hiszpańsko-francuskie regent Francji Filip II Burbon-Orleański zakazuje flocie francuskiej powrotu z Hiszpanii. Charles Auguste d’Allonville de Louville próbuje negocjować z władcą Hiszpanii Filipem V.
  - 2 stycznia – biblioteka królewska w Madrycie zostaje przekształcona w Bibliotekę Narodową (Biblioteca Nacional de España).
  - 13 stycznia – Stefan II Cantacuzino, Hospodar Wołoszczyzny oskarżony o spiskowanie z Austriakami i zdjęty z tronu przez tureckiego sułtana, który zastąpił go Mikołajem III Mavrocordatem. Stefan został stracony 24 czerwca w Stambule.
  - 16 stycznia – na mocy dekretów Nueva Planta Aragonia traci fueros (przywileje administracji lokalnej).
- 4 lutego – Jakub III Stuart odpłynął do Francji. Koniec powstania Szkotów przeciw władzy Hanowerczyków.
- 25 lutego-19 kwietnia – Karol XII zaatakował Norwegię i zajął miasto Christiania (dzisiejsze Oslo).
- 17 marca – Ippolito Desideri dotarł do miasta Lhasa (Tybet). Wracał w 1721 roku.
- 1 kwietnia – André Hercule de Fleury nauczycielem króla Ludwika XV.
- 8 kwietnia – jedna z armii szwedzkich skapitulowała w Wismarze.
- 13 kwietnia – Karol VI Habsburg wypowiedział wojnę Turcji.
- 2 maja – John Law stworzył we Francji Bank Generalny (Banque générale) z prawem emisji banknotów (pierwszych w historii Europy) i przeprowadzania manipulacji monetarnych.
- 5 czerwca – Austria i Wielka Brytania podpisały Traktat Westminsterski.
- 19 czerwca – Japonia: Yoshimune Tokugawa siogunem.
- 8 lipca
  - wojna wenecko-turecka: nierozstrzygnięta bitwa morska pod Korfu.
  - III wojna północna: flota duńsko-norweska pokonała Szwedów pod Dynekilen.
- 19 lipca-11 sierpnia – wojna wenecko-turecka: oblężenie Korfu
- Sierpień – początek konfliktu Piotra Wielkiego z jego synem Aleksym, którego cesarz Karol VI Habsburg ukrył w październiku w Królestwie Neapolu.
- 5 sierpnia – Bitwa pod Petrovaradinem – Eugeniusz Sabaudzki pokonał Turków.
- 26 sierpnia – Eugeniusz Sabaudzki rozpoczął oblężenie miasta Temesvar, które skapitulowało w połowie października.
- 9 października – traktat obronny brytyjsko-francuski.
- 22 listopada – hrabina Anna Konstancja Cosel, faworyta króla Polski i elektora Saksonii Augusta Mocnego, została aresztowana jako zdrajczyni i następnie dożywotnio osadzona w zamku w Stolpen.
- 10 grudnia – w Lipsku powstało stowarzyszenie studentów Sorabija.
- Król Fryderyk Wilhelm I Hohenzollern podarował carowi Piotrowi I bursztynowy gabinet przyszłą Bursztynową Komnatę jako dowód przyjaźni i potwierdzenie zawartego sojuszu między Prusami a Rosją. W zamian za to dostał 55 wysokich Rosjan do pruskiego królewskiego „pułku olbrzymów”.

## Urodzili się
- 20 stycznia – Karol III Burbon, król Hiszpanii, Neapolu i Sycylii (zm. 1788)
- 5 marca – Mikołaj Pacassi, austriacki architekt (zm. 1790)
- 25 marca - Yuan Mei, chiński poeta (zm. 1798)
- 29 maja – Louis Jean Daubenton, francuski przyrodnik (zm. 1800)
- 3 lipca – Philipp Gotthard von Schaffgotsch, niemiecki duchowny katolicki, biskup wrocławski (zm. 1795)
- 15 sierpnia – Jacek Szczurowski, polski kompozytor, jezuita (zm. 1773)
- 1 grudnia – Étienne Maurice Falconet, francuski rzeźbiarz, twórca konnego pomnika Piotra I Wielkiego w Petersburgu (zm. 1791)
- 26 grudnia – Thomas Gray, angielski poeta (zm. 1771)
- data dzienna nieznana: 
  - Yosa Buson, japoński malarz i poeta (zm. 1784)

## Zmarli
- 3 marca – misjonarze zamordowani w Gonderze (Etiopia):
  - Michał Pius Fasoli, włoski franciszkanin, męczennik, błogosławiony katolicki (ur. 1670)
  - Samuel Marzorati, włoski franciszkanin, męczennik, błogosławiony katolicki (ur. 1670)
  - Liberat Weiss, niemiecki franciszkanin, męczennik, błogosławiony katolicki (ur. 1675)
- 28 kwietnia – Ludwik Maria Grignion de Montfort, francuski ksiądz, święty katolicki (ur. 1673)
- 11 maja – Franciszek de Hieronimo, włoski jezuita, święty katolicki (ur. 1642)
- 2 listopada – Engelbert Kaempfer, niemiecki podróżnik i lekarz, autor opisów Persji i Japonii (ur. 1651)
- 14 listopada – Gottfried Wilhelm Leibniz, niemiecki filozof i matematyk (ur. 1646)

## Święta ruchome
- Tłusty czwartek: 20 lutego
- Ostatki: 25 lutego
- Popielec: 26 lutego
- Niedziela Palmowa: 5 kwietnia
- Wielki Czwartek: 9 kwietnia
- Wielki Piątek: 10 kwietnia
- Wielka Sobota: 11 kwietnia
- Wielkanoc: 12 kwietnia
- Poniedziałek Wielkanocny: 13 kwietnia
- Wniebowstąpienie Pańskie: 21 maja
- Zesłanie Ducha Świętego: 31 maja
- Boże Ciało: 11 czerwca